# Diputació Foral

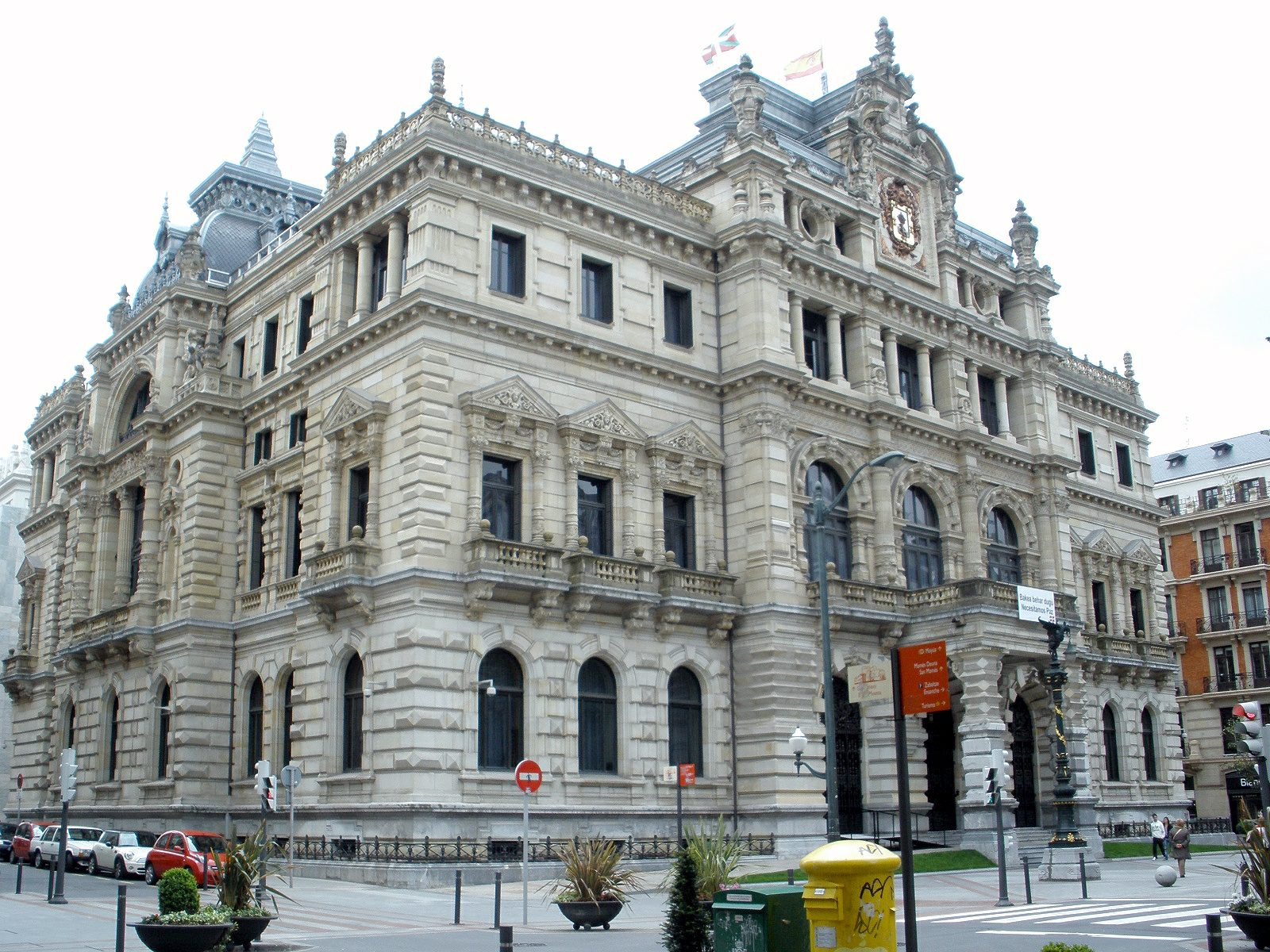
Diputació Foral de Biscaia, Bilbao (País Basc).

Diputació Foral (en basc Foru aldundi) és el nom amb què es coneix des de mitjan segle xix les Diputacions provincials d'Àlaba, Guipúscoa, Navarra i Biscaia, per raó de llurs règims forals o règims especials d'autonomia administrativa que van conservar després de la Primera Guerra Carlina com a excepció al sistema centralista propi de l'Estat liberal establert des de 1836 en Espanya.
A les tres diputacions basques (i anteriorment també a la Diputació del Regne de Navarra) se les hi coneix amb el nom de Diputació Foral, ja que aquests quatre territoris àdhuc conserven llurs furs. La Diputació Foral és un òrgan executiu que depèn de les Juntes Generals (l'òrgan legislatiu). Les Juntes Generals són els parlaments de cada Territori històric els membres del qual (apoderats, junteros o procuradors) són escollits per votació popular, que coincideix amb les eleccions municipals.
Les diputacions basques gaudeixen d'alta autonomia i poder d'acció, ja que entre les seves competències es troba la recaptació d'impostos, totes les infraestructures de carreteres, benestar social...
La Diputació Foral de Navarra, que havia estat la Diputació del Regne fins a 1839 en què pas a ser una província, després de la reforma de Javier de Burgos de 1833, que es va ratificar amb la llei Paccionada Navarresa. A partir de 1982, rep el nom de Govern de Navarra, en convertir-se l'anterior província foral en comunitat autònoma amb un règim particular sota la denominació de "Comunitat Foral de Navarra".